# Apeadero de Benimodo
Benimodo es un apeadero de la línea 1 de Metrovalencia. Se encuentra al este de la población de Benimodo, a unos 500 metros del núcleo urbano. Consiste en un andén con una marquesina metálica. Los trenes solo paran en este apeadero si hay algún viajero esperando en el andén o si alguno de los pasajeros que van en él solicita parada usando los pulsadores del interior del tren.
El apeadero dispone de una única vía por la que circulan trenes en ambas direcciones.
Del 30 de octubre de 2024 al 26 de junio de 2025, a consecuencia de las graves inundaciones acontecidas en la provincia de Valencia, la estación permaneció cerrada. Se habilitaron servicios alternativos de autobuses con parada en las estaciones afectadas.